# 토정비결
토정비결(土亭秘訣)은 조선 중기의 학자 토정(土亭) 이지함(李之菡)이 지은 도참서(圖讖書)로 신수 석중결 또는 석중결(石中訣)이라고도 불린다. 개인의 사주(四柱) 중 태어난 연·월·일 세 가지로 육십갑자(六十甲子)를 이용하여 일년 동안의 신수를 열두 달별로 알아보는 방식으로 되어 있다.

## 토정 이지함
이지함(1517(인종 1) ~ 1578(선조 11))은 본관은 한산(韓山), 자 형백(馨伯)·형중(馨仲), 호 수산(水山)·토정(土亭), 시호 문강(文康), 《토정유고》(土亭遺稿)의 저자이다. 생애의 대부분을 마포 강변의 흙담 움막집에서 청빈하게 지내 토정이라는 호가 붙었다. 목은(牧隱) 이색(李穡)의 후손으로, 현령 이치(李穉)의 아들이며, 북인의 영수 이산해(李山海)의 숙부이다.
어려서 아버지를 여의고 맏형인 이지번(李之蕃)에게서 글을 배우다 서경덕(徐敬德)의 문하에 들어갔다. 경사자전(經史子傳)에 통달하였고, 서경덕의 영향을 받아 역학·의학·수학·천문·지리에도 해박하였다.
1573년 유일(遺逸)로 천거되어 6품직을 제수받아 포천 현감이 되었으나 다음 해 사직하였다. 1578년 아산현감이 되어서는 걸인청(乞人廳)을 만들어 관내 걸인의 수용과 노약자의 구호에 힘쓰는 등 민생문제의 해결에 큰 관심을 가졌다.
《토정비결》은 의약·점·천문·지리·음양·술서 등에 모두 능했으면서도, 흙담집에서 생활하는 등 가난한 생활을 즐기고 기이한 행동을 하는 등 많은 일화를 남겨 기인이라고 일컬어졌던 토정(土亭) 이지함이 조선 명종 때 만든 비결(秘訣)의 하나로 중국에서 유행하던 여러 가지 술서(術書)를 인용해 엮었다.
나이·출생 월·일·시를 숫자로 따지고 주역의 음양설에 근거해 1년의 신수를 보며 사람들의 길흉화복을 예언하고 있다. 이러한 종류의 비결은 신라말 도선으로부터 시작된 것으로 여겨지고 있다. 《토정비결》이 민간에 널리 보급된 것은 대체로 조선 말기인 것으로 보인다. 지금도 정초에 거리에서 《토정비결》로 1년의 신수를 점치는 것을 흔히 볼 수 있다.

### 유래
정초에 토정비결을 보는 풍습은 《동국세시기》(東國歲時記)에는 오행점(五行占)으로 한 해의 신수를 본다고 적혀 있어, 정조 이후인 조선 말기부터 세시풍속으로 자리잡은 듯하다. 이전까지 오행점ㆍ농점ㆍ윷점 등으로 한 해의 농사나 가정의 화목을 점치던 것에 비해, 조선 말기 민생의 곤궁이 심해지자 보다 개인적이고 세분된 예언을 희구하던 시대적 요청에 따라 등장하게 된 것이 아닌가 짐작된다. 이전에는 주로 동네에서 한학을 공부한 어른들을 찾아 토정비결을 보았으나 1970년대 이후부터는 거리에 토정비결을 봐주는 점복사들이 본격적으로 등장하기 시작했고, 근래에는 컴퓨터를 이용한 인터넷 토정비결도 성행하고 있다. 정초의 세시풍속에 유난히 점복적인 요소가 강하듯이 새해를 맞아 한 해에 대한 기대심리와 놀이적 요소가 복합된 풍습으로 이어지고 있다.

### 사용법
정초에 『토정비결(土亭秘訣)』이라는 책을 통해 한 해의 운수를 알아보는 대표적인 점복풍속. 『토정비결』은 조선 중기의 학자 토정(土亭) 이지함(李之菡)이 지은 도참서(圖讖書)로 개인의 사주(四柱) 중 태어난 연·월·일 세 가지로 육십갑자(六十甲子)를 이용하여 일년 동안의 신수를 열두 달별로 알아보는 방식으로 되어 있다.
토정비결을 보는 방법은 백단위인 상괘(上卦), 십단위인 중괘(中卦), 일단위인 하괘(下卦)를 합하여 세 자리수로 된 괘를 완성시켜 책에서 해당 숫자를 찾아보면 된다. 백단위는 나이와 해당 년의 태세수(太歲數)를 합한 뒤 8로 나눈 나머지 숫자이며, 나머지가 없으면 8이다.
십단위는 해당 년의 생월 날짜 수(큰달은 30, 작은달은 29)와 월건수(月建數)를 합해 6으로 나눈 나머지 수, 일단위는 생일수와 일진수(日辰數)를 합한 뒤 3으로 나눈 나머지 수이다. 이렇게 해서 얻은 세 단위의 숫자를 찾으면 그해의 전체 운수에 대한 개설이 나오고, 이어 월별풀이가 나온다.
특히 열두 달의 운세를 4언3구의 시구로 풀이하고 있다는 점이 재미있다. 흔히 볼 수 있는 내용은 ‘뜻밖에 귀인이 내방하여 길한 일이 있다.’, ‘구설수가 있으니 입을 조심하라.’, ‘봄바람에 얼음이 녹으니 봄을 만난 나무로다.’ 등과 같이 주로 부귀ㆍ화복ㆍ구설ㆍ가정 등 개인의 길흉화복이 중심을 이루고 있다.

### 전해지는 이야기
조선 선조 11년 「7월」조에 쓰여진 율곡 이이의 『경연 일기』에는 토정 이지함에 대한 인물평이 실려 있다. 내용은 다음과 같다.
아산현감 이지함은 어려서부터 욕심이 적어서 외계(外界)의 사물에 인색하지 않았다. 기질을 이상하게 타고나서 능히 춥고 더운 것은 물론 배고픈 것도 견딜 수 있었다. 겨울에 벌거숭이로 매서운 바람 속에서도 앉아 견딜 수 있었으며 열흘 동안 곡기를 끊고도 병이 나지 않았다. 천성이 효성스럽고 우애가 두터워서 형제간에 있거나 없거나 자기 소유를 따지 않았다.
재물을 가볍게 여겨서 남에게 주기를 잘했다. 세상의 화려함이나 음악, 여색에 담담하여 아랑곳하지 않았다. 성질이 배 타기를 좋아하여 바다에 떠서 위태로운 파도를 만나도 놀라지 않았다.
그가 제주도에 도착했다는 소식을 듣고 제주목사가 그를 객관으로 맞아들이고 예쁜 기생을 뽑아 같이 자게 하였다. 목사가 창고에 가득한 곡식을 가리키며, “네가 이 분의 사랑을 받으면 상으로 곳간 곡식을 다 주겠노라” 하였다. 기생이 지함의 됨됨이를 이상하게 여기고 갖은 유혹을 다하였지만 지함이 끝내 그 꾀에 넘어가지 않았다. 이에 목사가 더욱 존경하였다.

이지함에 대한 기록은 조중봉이 조선 선조 임금께 고한 다음과 같은 이야기에서도 찾아볼 수 있다. 조중봉(趙重峰, 1544(중종 39)∼1592(선조 25), 본명은 조헌(趙憲), 조선 중기의 문신·유학자·의병장)은 경기도 김포 출생의 선비이다. 본관은 배천(白川)이고 자는 여식(汝式), 호는 중봉(重峯)·도원(陶原)·후율(後栗)로 알려졌다.
"신(臣)은 세 분의 스승을 섬겼는데, 이지함, 이이, 성혼이 그분들입니다. 세 분이 성취한 덕은 제각각 다르지만, 그 마음을 맑게 하고 사사로운 욕심을 부리지 않아, 지극한 행적이 세상의 규범이 된 점만은 똑같다고 할 수 있습니다. 옛 성인과 현인 그리고 큰 선비들은 모두 마음을 맑게 하고 사사로운 욕심을 부리지 않은 일을 도리의 요체로 삼았습니다. 마음이 탁하면 근본이 썩고, 사사로운 욕심이 앞서면 사물에 얽매여 바른 길에서 벗어나게 됩니다. 사람이 겉을 억지로 아름답게 꾸미고 스스로 착한 척하지만 재물에 대한 욕심이 나날이 마음속 가득 쌓여 끝내 본성을 잃고 욕망에 빠지게 됩니다."

## 이지함의 주요 저서
- 《토정비결》(土亭秘訣)
- 《토정유고》(土亭遺稿)
- 《농아집》(聾啞集)

## 같이 보기
- 이지함
- 도선비기
- 도참사상
- 풍수지리
- 명당보국
- 토정비결

## 참고 자료
- 「영락에서 탕평까지」, 이지함(李之함)의 대인설, 심재기 저, 서울대학교출판부(2006년, 99~101p)
- 「훌륭한 자녀 만들기」, 원효대사 비법의 마지막 수제자, 일파 저, 청어(2006년, 56~57p)
- 「와룡의 터」, 토정비결의 저자는 토정 이지함, 청오 정와룡 저, 답게(2007년, 183~185p)